# بطولة باراناينس 2012
بطولة باراناينس 2012 هو موسم من بطولة باراناينس ‏. أشرف على تنظيمه Federação Paranaense de Futebol ‏، وكان عدد الأندية المشاركة فيه 12، وفاز فيه نادي كوريتيبا.